# Calmont (Aveyron)
Calmont is een gemeente in het Franse departement Aveyron (regio Occitanie). De plaats maakt deel uit van het arrondissement Rodez. Calmont telde op 1 januari 2022 2.208 inwoners.
In het dorp Ceignac ligt de basiliek Notre-Dame met bouwdelen in romaanse en gotische stijl.

## Geografie
De oppervlakte van Calmont bedroeg op 1 januari 2022 30,89 vierkante kilometer; de bevolkingsdichtheid was toen 71,5 inwoners per km².
De onderstaande kaart toont de ligging van Calmont met de belangrijkste infrastructuur en aangrenzende gemeenten.

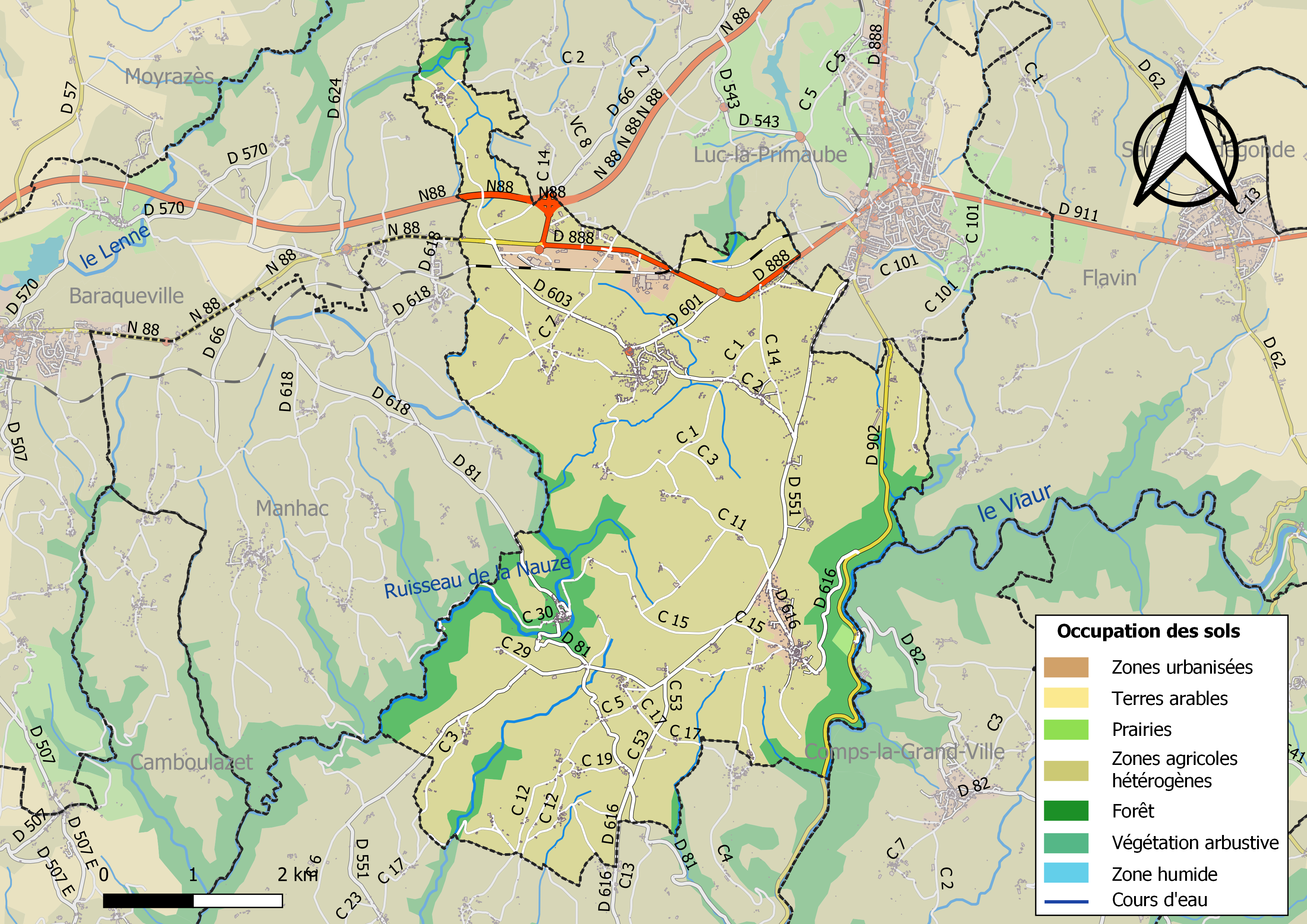

## Demografie
Onderstaande figuur toont het verloop van het inwonertal (bron: INSEE-tellingen).

Vanwege een beveiligingsprobleem met de MediaWiki Graph-software is het momenteel niet mogelijk deze grafiek weer te geven. Zodra de software is bijgewerkt zal de grafiek vanzelf weer zichtbaar worden.